# Acilepidopsis
Acilepidopsis je monotipski biljni rod iz Porodice glavočika. Jedina vrsta A. echitifolia raširena je po Brazilu, Argentini i Paragvaju.

## Sinonimi
- Cacalia echitifolia (Mart. ex DC.) Kuntze[2]
- Vernonia echitifolia Mart. ex DC.